# 1/2의 신화
'1/2의 신화'(일본어: 1/2の神話 니분노이치노신와[*])는 일본의 여가수 나카모리 아키나(中森明菜)의 네 번째 싱글로 1983년 2월 23일에 발매되었다. (EP: L-1660) 작사는 우리노 마사오(売野雅勇)가, 작곡은 오사와 요시유키(大沢誉志幸)가, 편곡은 하기타 미츠오(萩田光雄)가 담당하였다.
B사이드곡은 '온기'(温り 누쿠모리[*])로, 작사, 작곡을 모두 이노우에 아즈사(井上あづさ)가, 편곡은 역시 하기타 미츠오가 도맡았다. 그녀의 두 번째 싱글인 '소녀A'를 잇는 불량청소년, 즉 츳바리(ツッパリ) 노선의 곡으로서 '소녀A'의 작사가인 우리노 마사오가 다시 곡에 참여했다. 발매 이후 1983년 3월 7일 오리콘 주간 차트에서 1위로 올라온 이래 4월 11일까지 6주 연속 1위를 달성하였다. 이어 오리콘 월간 차트에서 1위, 연간 차트에는 13위를 차지하여 총 54만 장의 판매량을 기록하였다.
음악평론가 츠츠미 쇼지는 전주의 강렬한 기타 사운드가 곡의 락적인 분위기를 생생하게 살리고 있으며, 나카모리의 가창력이 자유자재로 여러 음역대를 넘나들어 그녀의 가창법이 서서히 확고해져갔다고 평하였다.

## 수록곡
| #            | 제목                         | 작사            | 작곡            | 편곡          | 재생 시간 |
| ------------ | ---------------------------- | --------------- | --------------- | ------------- | --------- |
| 1.           | 〈'1/2의 신화'(1/2の神話)〉  | 우리노 마사오   | 오사와 요시유키 | 하기타 미츠오 | 3:20      |
| 2.           | 〈'온기'(温り 누쿠모리[*])〉 | 이노우에 아즈사 | 이노우에 아즈사 | 하기타 미츠오 | 4:34      |
| 총 재생 시간 | 총 재생 시간                 | 총 재생 시간    | 총 재생 시간    | 총 재생 시간  | 7:54      |

## 수상
- 제2회 메갈로폴리스 가요제 - 팝스 입상

## 발매 일정
| 버전                  | 일정             | 레이블         | 포맷               |
| --------------------- | ---------------- | -------------- | ------------------ |
| '1/2의 신화'          | 1983년 2월 23일  | 워너 뮤직 재팬 | EP (L-1650)        |
| '1/2의 신화' (재발매) | 1988년 7월 25일  | 워너 뮤직 재팬 | 8cmCD (10SL-133)   |
| '1/2의 신화' (재발매) | 1988년 12월 21일 | 워너 뮤직 재팬 | CT (10L5-4043)     |
| '1/2의 신화' (재발매) | 1998년 11월 26일 | 워너 뮤직 재팬 | 12cmCD (WPC6-8661) |
| '1/2의 신화' (재발매) | 2008년 11월 12일 | 워너 뮤직 재팬 | 디지털 다운로드    |